# Laboratoire de Zététique
Het Laboratoire de Zététique (Nederlands: Laboratorium voor Scepticisme) is een academische structuur verbonden aan de Faculteit der Wetenschappen van de Universiteit van Nice Sophia Antipolis Het is in 1998 opgericht door professor Henri Broch.

## Doel en geschiedenis
Het laboratorium is een onderzoeks- en informatiecentrum dat zich bezighoudt met vermeende "paranormale" of "abnormale" fenomenen. Het doel is de bevordering van de wetenschappelijke methode en zététique (gedefinieerd als "de kunst van de twijfel", internationaal beter bekend als wetenschappelijk scepticisme).
Het Laboratoire de Zététique wordt bestuurd door de vereniging Centre d'Analyse Zététique (Centrum voor Sceptische Analyse), die sinds november 2011 de CAZette publiceert (een porte-manteau van gazette en haar afkorting CAZ). Sinds 2005 is het verbonden met het Center for Inquiry als "Center for Inquiry–France", met Henri Broch als woordvoerder en ambassadeur van CFI–Transnational.
Tussen 1987 en 2002 bood het laboratorium de Défi zététique internationale (Internationale Sceptische Uitdaging) aan voor prijs van €200.000. Niemand is er ooit in geslaagd om een paranormaal fenomeen te demonstreren onder deze gecontroleerde omstandigheden. Mediums en helderzienden werden uitgedaagd om hun gaven aan te tonen, maar alle 275 (of 264) kandidaten faalden.
In 2004 presenteerde de UFO-scepticus Claude Maugé op het terrein van het laboratorium zijn Gecomponeerde Reductionistische Theorie (TCR) over UFO's om dit fenomeen te verklaren.
In navolging van Joe Nickell heeft Broch eens een replica van de Lijkwade van Turijn gemaakt en demonstreerde de bas-relief methode als een makkelijke verklaring voor hoe de Lijkwade zou kunnen zijn vervalst.
In oktober 2007 werd Richard Monvoisin de eerste Doctor Wetenschapseducatie op het onderwerp scepticisme. Zijn thesis, getiteld Pour une didactique de l'esprit critique – Zététique & utilisation des interstices pseudoscientifiques dans les médias ("Voor Onderwijs met Kritisch Denken. Scepticisme & Gebruik van Pseudowetenschappelijke Tussenruimten in de Media"), werd mede geschreven en geredigeerd door Henri Broch en Patrick Lévy (Institut du sommeil et de la vigilance, faculté de médecine, Grenoble 1). Samen met andere Franse academici van andere universiteiten in Grenoble, Marseille, Montpellier etc., richtte hij het Collectif de recherche transdisciplinaire esprit critique et sciences (Cortecs) ("Interdisciplinair Onderzoekscollectief voor Kritisch Denken en Wetenschap"). Anno 2015 biedt het Laboratoire de Zététique geen cursussen scepticisme meer aan, maar zijn deze diensten overgedragen aan de Université Joseph Fourier van Grenoble, waar Monvoisins lezingen over "Zététique & autodéfense intellectuelle" ("Scepticisme & Intellectuele Zelfverdediging") jaarlijks zo'n 900 studenten aantrekken.